# 데니스 스피초프
데니스 세르게예비치 스피초프(러시아어: Дени́с Серге́евич Спицов, 1996년 8월 16일~)는 러시아의 크로스컨트리 스키 선수이다. 2018년 동계 올림픽에서 남자 계주와 단체 스프린트 은메달과 남자 프리스타일 동메달을 획득했고 2022년 동계 올림픽에서 남자 스키애슬론 은메달과 남자 계주 금메달을 획득했다.